# Friedrich Weigmann
Friedrich Weigmann (Nuremberg, 1869 - 1939) fou un compositor alemany.
Primerament estudià Filologia a Múnic, que després abandonà per la música, en la que assolí a ocupar un lloc distingit com a mestre de capella i compositor. Fou director de diversos teatres importants d'òpera d'Alemanya i Àustria, entre ells els de Nuremberg, Bremen, Graz i Hannover. Va estrenar amb èxit l'òpera Der Klarinettenmacher (Hamburg, 1913); música d'escena pel Faust, de Goethe, i diverses obres simfòniques. A més, també és autor, de nombrosos lieder i obres corals.